# Cromwijck
Cromwijck (ook wel Cromwyck, Cromwijk of Kromwijk) is een buitenplaats langs de rivier de Vecht in het Nederlandse dorp Maarssen. De naam is te danken aan de meander in de rivier de Vecht.
Cromwijck staat al aangeven op de Ultraiectini Dominii Tabula van Nic Visscher uit 1680-1700, maar op de kaart uit 1599 nog niet als zodanig. De grond werd in 1591 aangekocht door Jan Jacobsz Huydecoper (1541-1624), hij kocht het van het kapittel van st. Marie. De grond kreeg in eerste instantie een andere functie, namelijk die van steenoven/ticeloven. Op deze plek werd de rivierklei afgegraven en tot steen gebakken. De zuster van Jan Jacob, Geertruit bestierde de steenfabriek. Met de stenen uit deze fabriek liet Huydecoper verschillende buitenplaatsen langs de Vecht bouwen. Deze projectontwikkeling avant le lettre werd vanaf 1629 overgenomen door zijn zoon Johan Huydecoper (1599-1661). Het huis Cromwijck werd mogelijk geërfd door zijn zuster Geertruyt Rotgans Huydecoper. Vanwege een belastingkwestie moest de steenfabriek in 1637 worden afgebroken.
Vanaf dat moment is er sprake van een buitenhuis Cromwijck, in 1606 was er al een woonhuis bij de steenfabriek, maar of dit al het buiten Cromwijck is, is niet zeker. Circa 1650, over het oude Cromwijck vinden we een detail van de prent uit de collectie Bodel Nijenhuis. In de aantekeningen van Joan is te vinden: ‘welcke tichelrije naderhandt afgebroken zijnde is inden jaere 1637 in plaets vandien gemaeckt een dhijsinge genaemt Cromwijck, gelijck te sein is bij seecker hoge steen staende voor in degevel vande selve huijzinge, daarin ’t verschreven jaer 1637 is gegraveert’.'
Wie de architect was is niet bekend. Joan Huydecoper liet de bekende Amsterdamse architect Philips Vingboons weliswaar zijn woonhuis in Amsterdam ontwerpen en in de periode 1637 tot 1655 een groot aantal landhuizen aan de oevers van de Vecht in de heerlijkheid Maarsseveen , zo ontwierp hij in 1637 huis Elsenburch. Op de hiernaast afgebeelde prent uit 1650 is echter te zien dat het huis Cromwijck een bescheiden en vrij traditioneel voorkomen had.
Mogelijk werd het huis door Geertruyt Rotgans Huydecoper en later door haar dochter Elisabeth Rotgans en haar man Johannes Pauw bewoond. Maar ook huurders als Hans Gerrits van Doom, juffrouw van Luffelen en Jan Geluck worden in sommige bronnen genoemd.
Tussentijds werd in het Rampjaar (1672) de buitenplaats compleet verwoest. Lukas Rotgans liet deze daarop binnen enkele jaren herbouwen. Tussen 1757 en 1904 was de buitenplaats in het bezit van de familie Bastert die de locatie gebruikte als woonverblijf en er tevens een steenfabriek bezat. Op de andere oever lag de steenfabriek Vecht en Rhijn. Na 1904 was Cromwijck een tijdlang in gebruik als kapok- en parfumeriefabriek. In die periode brak er in 1934 een brand uit in Cromwijck waardoor het dak werd aangetast.
Bij het buitenhuis lag in het verleden een koetshuis. Het ijzeren hekwerk van de buitenplaats is in de eerste helft van de 20e eeuw verloren gegaan. Op de hekpilasters bevinden zich nog vazen die uit circa 1750 dateren.